# Murphy Island (Caroline du Sud)
Murphy Island est une île des États-Unis en Caroline du Sud, une des Sea Islands dans le comté de Charleston.

## Géographie
Elle s'étend sur plus de 6,4 km de longueur pour une largeur d'environ 3,4 km. 